# Žirovnice
Žirovnice (niem. Serownitz) – miasto w Czechach, w kraju Wysoczyna.
Według danych z 31 grudnia 2003 powierzchnia miasta wynosiła 4 440 ha, a liczba jego mieszkańców 3 085 osób.

## Linki zewnętrzne

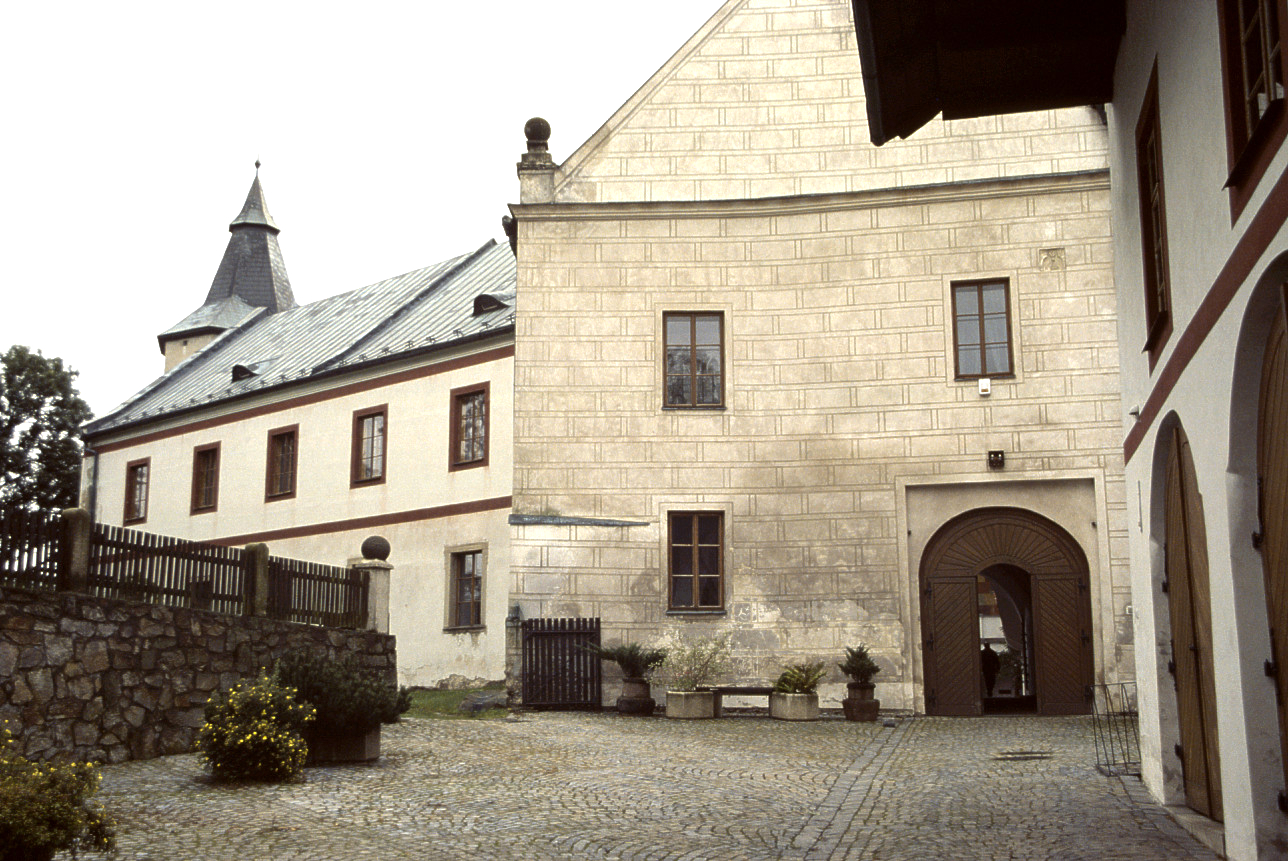
Zamek w Žirovnicach

## Demografia
| Rok             | 1970  | 1980  | 1991  | 2001  | 2003  | 2014  |
| --------------- | ----- | ----- | ----- | ----- | ----- | ----- |
| Liczba ludności | 3 282 | 3 384 | 3 127 | 3 056 | 3 085 | 2 954 |

Źródło: Czeski Urząd Statystyczny